# Roos van Erp-Bruinsma
Roos Margreet (Roos) van Erp-Bruinsma (Rotterdam, 5 mei 1960) is een Nederlandse bestuurder en voormalig topambtenaar.
Van Erp-Bruinsma studeerde bouwkunde aan de Noordelijke Hogeschool Leeuwarden (1978-1982). Vervolgens was ze enige jaren werkzaam als ambtenaar bij het Ministerie van Volkshuisvesting, Ruimtelijke Ordening en Milieubeheer, waarna ze organisatieadviseur werd bij PRC Nederland (tegenwoordig onderdeel van ARCADIS). Vervolgens ging ze bij de Koninklijke Nederlandse Jaarbeurs werken, waar ze diverse managementposities bekleedde. In 2001 werd ze aangesteld als directeur Marketing & Commercie (later Marketing, Sales & Communicatie) bij KPMG Accountants.
Na een opleiding bij het Nederlands Mediation Instituut tot mediator en Nyenrode Business Universiteit in de 'commissarissen cyclus' maakte Van Erp-Bruinsma carrière als mediator en bestuurder - eerst als zelfstandige, maar vervolgens als algemeen directeur bij GVU/Connexxion en als bestuurder bij Connexxion. Ook nam ze zitting in enkele raden van commissarissen.
In 2008 keerde Van Erp-Bruinsma terug bij de Rijksoverheid, als secretaris-generaal bij het Ministerie van Binnenlandse Zaken en Koninkrijksrelaties als opvolger van Jan Willem Holtslag. Ze was hiermee na Marjanne Sint de tweede vrouw die benoemd werd tot hoogste ambtenaar op een ministerie. Na vier jaar werd ze benoemd tot consultant bij de Algemene Bestuursdienst en was ze ruim een jaar interim CEO van het Rijksvastgoedbedrijf, dat ze moest helpen opzetten.
In 2014 werd ze voorzitter van de Raad van Bestuur van de Sint Franciscus Vlietland Groep, een fusie (per 1 januari 2015) van het Franciscus Gasthuis, het Franciscus Vlietland, diverse poliklinieken en het Oogziekenhuis Rotterdam. Eind 2016 stapte ze op als bestuursvoorzitter - naar eigen zeggen omdat ze klaar was met haar taak, maar volgens anderen vanwege een vertrouwensbreuk na ophef over onder meer het sluiten van de spoedeisende hulp in nachtelijke uren.

## Voetnoten en referenties
1. ↑  Thalia Verkade &Wilmer Heck,
 Partijkaart tilt ambtenaar hogerop. NRC, 2011-01-21
2. 1 2 3  ing. R.M. (Roos) van Erp-Bruinsma. www.parlement.com. Geraadpleegd op 1 juli 2017.
3. 1 2 3 4 5  Roos van Erp-Bruinsma, Profiel Roos van Erp-Bruinsma. LinkedIn. Geraadpleegd op 1 juli 2017.
4. 1 2  Novum, Vrouw aan het roer bij Binnenlandse Zaken. Trouw. Geraadpleegd op 1 juli 2017.
5. ↑  Ministerie van Binnenlandse Zaken en Koninkrijksrelaties, Roos van Erp-Bruinsma gaat het Rijksvastgoedbedrijf opzetten bij het Ministerie van Binnenlandse Zaken en Koninkrijksrelaties. www.rijksoverheid.nl. Geraadpleegd op 1 juli 2017.
6. ↑  RVR: "Uitgaan van je kracht in plaats van je macht". www.vastgoedvanhetrijk.nl. Geraadpleegd op 1 juli 2017.
7. ↑  Roos van Erp bestuursvoorzitter St. Franciscus/Vlietland. Zorgvisie. Geraadpleegd op 1 juli 2017.
8. ↑  Sandra Don, Ziekenhuis zit zonder voorzitter. www.ad.nl (7 november 2016). Geraadpleegd op 1 juli 2017.
9. ↑  Schiedam24, Bestuursvoorzitter stopt bij Franciscus. Schiedam24. Geraadpleegd op 1 juli 2017.
10. ↑  Topvrouw Franciscus ziekenhuizen stapt op. RTV Rijnmond. Geraadpleegd op 1 juli 2017.
11. ↑  Boxma weg wegens Kraam. De Schiedammer Online. Geraadpleegd op 1 juli 2017.